# Jacob Murphy
Pour les articles homonymes, voir Murphy.
Jacob Murphy, né le 24 février 1995 à Wembley, est un footballeur anglais qui évolue au poste de milieu de terrain à Newcastle United.

## Biographie

### En club
Le 4 janvier 2014, Jacob Murphy fait ses débuts professionnels avec Norwich City lors d'un match de Coupe d'Angleterre contre Fulham. Le 21 novembre 2015, il inscrit un doublé avec Coventry City face à Gillingham.
Le 19 juillet 2017, Murphy s'engage avec Newcastle United.
Le 31 janvier 2019, il est prêté pour six mois à West Bromwich Albion.
Le 8 août 2019, il est prêté à Sheffield Wednesday.

### International
Le 24 mars 2017, il fait ses débuts avec l'équipe d'Angleterre espoirs lors d'un match amical face à l'Allemagne (défaite 1-0).

## Vie privée
Il est le frère jumeau de Josh Murphy, footballeur à Cardiff City.

## Palmarès

### En club
Newcastle United
- Vainqueur de la Coupe de la Ligue en 2025.